# عتائق
العتائق (الاسم العلمي: Archaea) وتسمى أيضًا البَدْئِيَات أو البكتيريا القديمة أو الأًصليات أو فوق مملكة الأثريات (الجراثيم العتيقة أو الجراثيم الأصلية) أو أركي بكتريا أو  أركيوباكتريا تشكل مملكة ونطاق من الاحياء الدقيقة وحيدة الخلية. العتائق كائنات وحيدة الخلية لا تحوي نواة خلوية وعضيات ذات أغشية فهي من ضمن بدائيات النوى. تصنف عادة على أنها ضمن مملكة الوحدانات أو البدائيات (مونيرا) في التصنيف الحيوي خماسي الممالك. مع ذلك لا يوجد تأكيد على تقارب وراثي عرقي للمجموعات فيه.
صنفت العتائق في البداية على أنها بكتيريا، حين انها دمجت مع البكتيريا في مجموعة واحدة (archaebacteria) في مملكة الوحدانات. لكن هذا التصنيف لم يعد يستخدم كما كان في السابق. في الوقت الحالي تم الاستعاضة عنه بالنظام الثلاثي الممالك في التصنيف الذي يعتبر التصنيفات الرئيسية هي الأصليات، والبكتيريا، وحقيقيات النوى (الاسم العلمي ( Eukaryotes): فبالرغم من أنها بدائية النوى إلا أنها تعتبر أقرب لحقيقيات النوى منها إلى البكتيريا مع اختلافها في كثير من الصفات عن كل منهما.
فيما بعد تم تصنيف العتائق الي شعب عدة اعتماداً على تحليل عينات الأحماض النووية لمعظمها من البيئات التي تعيش فيها عوضا عن دراستها في المختبر، لذلك يعد تصنيف الأصليات ليس بهذا القدر من السهولة.
تتشابه البكتيريا والعتائق في كونهما ذواتا خلية حيوية بدائية وفي الحجم والشكل بالرغم من وجود بعض العتائق ذات أشكال غريبة مثل الشكل المسطح والمربعي لخلايا (Haloquadratum walsbyi) الذي يعتبر نوع من العتائق في الهرم التصنيفي للكائنات الحية. في المقابل تختلف العتائق في الجينات ومساراتها الأيضية التي تشابه فيها حقيقيات النوى كما هو الحال في الإنزيمات المتعلقة بالترجمة والنسخ الجيني. كما ويختلف الغشاء البلازمي لها عن باقي النطاقات في كونه مكوناً من الغليسيرول المرتبط بسلاسل هيدروجينية من خلال روابط الايثر المختلفة عن روابط الإستر في النطاقات الأخرى. تستخدم العتائق مصادر طاقة أكثر تنوعاً من غيرها مثل: الأمونيا، وأيونات المعادن، وغاز الهيدروجين، والمركبات عضوية كالسكر. وتستطيع العتائق التي تعيش في البيئات المالحة (halotolerant archaea) استخدام أشعة الشمس كمصدر للطاقة، في حين أنواع أخرى تستطيع تثبيت ثاني أكسيد الكربون. لكن لا يستطيع نوع واحد القيام بالعمليتين معا كما هو الحال عند حقيقيات النوى.
تتكاثر العتائق بإحدى الطرق الآتية: الانشطار الثنائي والتبرعم والتجزئة (fragmentation). توصف العتائق بأنها من محبات الظروف الصعبة (الاسم العلمي: Extremophile) أي تعيش في البيئات القاسية كالينابيع الساخنة والمياه المالحة والمستنقعات وجوف الفم وعلى الجلد وقولون الإنسان. ويكثر انتشارها بأنواع متعددة في المحيطات، حيث تعد العوالق (plankton) من العتائق من أكثر الكائنات الحية انتشاراً في العالم.
لا يوجد أمثلة واضحة تبين الأضرار التي يمكن أن تسببها العتائق. معظم المعلومات المتوفرة هي عن الدور الإيجابي والمنافع للعتائق التي تشكل في أحيان كثيرة علاقات تكافلية مع الكائنات الحية الأخرى مثل العتائق التي تعيش بأعداد كبيرة في القناة الهضمية للأغنام والمواشي وتساعد على الهضم فيها.
للعتائق فوائد عدة، منها دورها في دورة الكربون ودورة النيتروجين في الطبيعة. تستخدم العتائق - التي لها القدرة على إنتاج الميثان في حالة التنفس اللاهوائي (methanogens)- في إنتاج الغاز الحيوي، ومعالجة مياه الصرف الصحي. في التكنولوجيا الحيوية تستخدم أيضاً أنواع معينة لها القدرة على تحمل الدرجات العالية من الحرارة والمذيبات العضوية.

## التصنيف
لجزء كبير من القرن العشرين اعتبرت بدائيات النوى كمجموعة واحدة من الكائنات الحية وتصنفنت على أساس التفاعلات الكيميائية الحيوية والشكل والتمثيل الغذائي، على سبيل المثال حاول علماء الأحياء المجهرية على تصنيف الكائنات الحية الدقيقة على أساس هياكل جدرانها الخلوية، أشكالها، والمواد التي يستهلكونها. في عام 1965 اقترح كل من لينيوس بوبينغ واميل زاكرلاند  بدلا من ذلك استخدام تسلسل الجينات في مختلف بدائيات النوى للعمل على كيفية ارتباطها جينيا مع بعضها البعض. هذا الأسلوب معروف باسم علم الوراثة العرقي وهو الأسلوب المستخدم اليوم.
صنفت العتائق لأول مرة كمجموعة منفصلة من بدائيات النوى، في عام 1977 من قبل كارل ووز وجورج فوكس في أشجار النشوء على أساس تسلسل الحمض النووي للحمض النووي الرسول وقد سميت هاتان المجموعات بالبكتيريا القديمة (العتائق) والبكتيريا الحقيقية على أساس أنها ممالك. لاحقا قال كارل ووز بأن هذه المجموعة من بدائيات النوى هو نوع مختلف اختلافا جوهريا، وللتاكيد على هذا الاختلاف، اقترح كارل ووز في وقت لاحق نظام طبيعي جديد من الكائنات الحية مع ثلاث نطاقات منفصلة (حقيقيات النوى، البكتيريا، والعتائق) وقد سميت هذه الثورة بـ (الثورة الوزيانية).
اليوم، العتائق معروفة بكونها مجموعة كبيرة ومتنوعة من الكائنات الحية التي تم توزيعها على نطاق واسع في الطبيعة وشائعة في جميع البيئات. هذا التقدير لانتشار العتائق أتى من تفاعل البوليمراز المتسلسل لكشف بدائيات النوى عن غيرها من العينات البدائية عن طريق تحليل الجينات الريبوسومية. هذا يسمح بالكشف وتحديد الكائنات التي لم يتم زراعتها في المختبر.

## التصنيف الحالي
تصنيف العتائق وبدائيات النوى بشكل عام، هو حقل مستمر وواسع. وتهدف نظم التصنيف الحالية لتنظيم العتائق إلى مجموعات من الكائنات الحية التي تتشارك في السمات الهيكلية والأسلاف المشتركة. هذه التصنيفات تعتمد بشكل كبير على تسلسل جينات الحمض النووي الريبي الريبوسومي للكشف عن العلاقات بين الكائنات الحية (علم الوراثة العرقي الجزيئي). العديد من الأنواع من العتائق المستنبتة والمتحقق منها تتضمن نوعين من الشعب الرئيسة العتائق العريضة والعتائق المصدرية)، وهناك مجموعات أخرى أنشئت مؤقتاً، على سبيل المثال الأنواع الغريبة مثل البكتيريا الصغروية وضعت في شعبة خاصة اسمها (العتائق الصغروية) وهناك شعبة أخرى مثل العتائق الشابة التي تحتوي على مجموعة صغيرة من محبات الحرارة التي تتشارك صفات مشتركة من الشعبتين الرئيسيتين ولكنها أقرب للعتائق المصدرية. اكتشفت أنواع أخرى من العتائق التي ترتبط بشكل بعيد لأي من تلك الشعب، مثل: (بكتيريا منجم ريتشموند المحبة للحموضة) التي اكتشفت في 2006 وهي من أصغر الكائنات الحية المعروفة. الشعبة الأعلى من العتائق تتضمن العتائق العجيبة والعتائق الفجرية والعتائق المصدرية والعتائق الشابة، وهذه الشعبة قد تكون لها أصل لحقيقيات النوى.

## مفهوم تحرير الأنواع
تصنيف العتائق امر مثير للجدل، ويعرف علم الأحياء النوع إلى الكائنات الحية ذات الصلة. وهناك معنى آخر للنوع بأنه: الكائنات التي تستطيع التزاوج مع بعضها البعض والإنجاب، ولكن لا يوجد أي فائدة للتعريف هذا لأن العتائق تتكاثر لاجنسياً. 
العتائق تظهر مستويات عالية من نقل الجينات العرضي بين الأنساب. ويرى بعض الباحثون أن الأفراد يمكن تصنيفها إلى فئات سكانية حيث أن الأنواع تكون متشابهة، نظرا للتشابه للجينوم ونقل الجينات من خلايا أقل شبها ببعضها البعض كما في جنس Ferroplasma .
من جهة أخرى، هناك دراسات في Halorubrum وجدت نقل جيني كبير من وإلى جينومات إلى غير من السكان الأقل صلة مما يحد من تطبيق هدا المعيار في التصنيف، قلق آخر هو أنه إلى أي حد يمكن أن تكون التسميات ملائمة وذات معنى.

## الشكل
يتراوح قطر العتائق الواحدة من0.1 ميكرومتر إلى أكثر من 15 ميكرو متر.وتحدث في أشكال مختلفة، شائعاً على شكل كروي، عصوي (قضبان)، اللوالب أو الصفائح. أشكال آخرى تشمل خلايا لولبية غير منتظمة كما في Sulfolobus، وشكل خيوط (كالإبرة) قطرها أقل من نصف واحد ميكرومتر كما في Thermofilum، والأغلبية على شكل قضبان مستطيلة تماماً كما في مستحرة متقلبة and Pyrobaculum. ومسطحة الشكل كما في Haloquadratum walsbyi ‏. العتائق مربعة الشكل تعيش في البرك المالحة، هذه الاشكال غير المعتادة غالباً يتم الحفاظ عليها عن طريق كلامن الجدار الخلوي والهيكل الخلوي الخاص بالخلايا بدائية النوى. البروتينات المرتبطة بالهيكل الخلوي للكائنات الحية الأخرى تتواجد أيضا في العتائق وفي الخيوط داخل خلاياها ولكن على عكس الكائنات الحية الأخرى فان فهمنا لهذة المكونات الخليوية ضعيف. Thermoplasma و Ferroplasma تفتقد إلى جدار الخلية وهذا يعني أنها غير منتظمة الشكل، ويمكن تشبيهها بالأميبا.
تشكل بعض الأصناف تجمعات أو خيوط من الخلايا يصل طولها إلى 200 ميكرومتر، هذه الكائنات يمكن أن تكون بارزة في Biofilm. خصوصاً الخلايا المتجمعة من مستحرة مكورة coalescensتتحد معاً في المزارع الخلوية وتشكل وحدة من الخلايا الضخمة. العتائق من جنس Pryodiotuim تنتج مستعمرة متعددة الخلايا المعقدة تتضمن صفوف طويلة، وأنابيب مجوفة رقيقة تسمى القنوات المصغرة تمتد من أسطح الخلايا وتصل إلى التجمع الكثيف. غير ثابتة وظيفة هذه القنوات المصغرة لكن تسمح بالاتصال وتبادل الغذاء مع المجاورين. ويوجد مستعمرات من أصناف متعددة مثل تجمع (سلسلة من الآلئ) الذي تم اكتشافه في عام 2001 في مستنقع ألماني. أنواع العتائق العريضة المدورة ذات المستعمرات البيضاء موزعة على طول خيوط رقيقة يمكن أن يصل مدى طولها 15 سم هذه الخيوط مكونة من نوع محدد من البكتيريا.

## تركيب البكتيريا وعملية تطورها
العتائق والبكتيريا لها بنية خلية متماثلة ولكن تنظيم الخلية وضبطها يجعل العتائق على حدى مثل البكتيريا، العتائق تفتقر إلى العضيات والأغشية الداخلية  وعادة ما يحدها أغشية على جدار الخلية والتي تسبح باستخدام واحداً أو أكثر من الأسياط ، هيكلياً العتائق مماثلة للبكتيريا موجبة الجرام حيث أن لديها غشاء بلازمي وحيد وجدار خلية وتفتقر إلى الفضاء المحيط بالجبلة، أما الاستثناء لهذا التركيب فهو البكتيريا التي تعيش في الفتوحات الحرارية المائية والتي تمتلك جبلة كبيرة محيطة تحتوي على حويصلات لها غشاء ولكنها غير محاطة بغشاء خارجي.

### تركيب الأغشية
- في الأعلى فسفوليد للعتائق.
- سلاسل ايزوبرين.
- الروابط.
- مجموعة فوسفات.
- جليسرين.
- فوسفوليد بكتيرية أو حقيقيات النوى.
- سلالسل الأحماض الأمينية.
- روابط الأستر.
- مجموعة فوسفات في الأسفل.
- طبقة ثنائية الدهون من البكتيريا وحقيقيات النوى.
- الدهن أحادي الطبقة.

أغشية العتائق مصنوعة من جزيئات تختلف بشدة عن تلك الموجودة في غيرها من أشكال الحياة ما يعني أنها مرت بنقطة ضغط بالكتيريا وتحقيقيات النوى، في جميع الكائنات الحية أغشية الخلايا مصنوعة من جزيئات معروفة بالدهون الفوسفاتية هذه الجزيئات لها جزء قطبي يذوب في الماء (رأس الفوسفات) ودهنية غير قطبية لا ذيل لها وهذه الأجزاء غير المتشابهة من قبل شاردة الجليسرين في الماء الدهون الفوسفاتية العنقودية تكون رؤوسها موجهة للماء، أما ذيلها يتوجهه بعيداً عن الماء، الهيكل الرئيسي في أغشية الخلايا هي طبقه مزدوجة من الدهون الفوسفاتية وهو ما يسمى بالدهون ثنائية الطبقة هذه الدهون الفوسفاتية غير عادية في أربع طرق، البكتيريا وحقيقيات النوى لها أغشيه تتكون أساساً من جليسيرين (استر) في حين أن العتائق لها أغشية مكونة من دهون جليسيرين (الايثر).
الفرق هو نوع السندات التي تنضم إلى الدهون وإلى شاردة الجليسرين في دهون الايستر تكون سندات ايستر، في حين أن في الايثر تكون سندات الايثر أكثر مقاومة من سندات الايستر وهذا الاستقرار هو الذي يساعد العتائق على البقاء في درجات حرارة قصوى وبيئات حماية وقلوية جداً.
تحتوي البكتيريا وحقيقات النوى على نسبة من دهون الايثر ولكن على عكس البدائيات هذه الدهون ليست أجزاء أساسية من الأغشية. الكيميائية الفراغية لل (Glycerol moiety) على عكس تلك الموجودة في باقي الكائنات الحية (Glycerol moiety)، يمكن أن تظهر على شكلين التي هي صور طبق الأصل لبعضها البعض، وتسمى الشكل اليميني والشكل اليساري، في علم الكيمياء تعرف هذه الأشكال بالمقابلات الضوئية، كما أن اليد اليمنى لا تلائم القفازة لليد اليسرى، فالفسفورية اليمنى عموماً لا يمكن استخدامها بإنزيمات تكيفت للشكل اليساري، هذا يقترح أن البدائيات تستخدم إنزيمات مختلفة كلياً لتوليف الفسفورية عن التي تستخدمها البكتيريا وحقيقات النوى، هذه الإنزيمات تطورت في وقت مبكر من تاريخ الحياة، مما يدل على انقسام مبكر من المجالات الأخرى، ذيول الدهون البدائية كيميائياً مختلفة عن الكائنات الحية الأخرى، تقوم الدهون البدائية أو دهون العتائق على سلسلة (isoprenoid) جانبية وتكون سلاسل طويلة ومتعددة الفروع الجانبية وأحياناً حلقات سكلوبروبان أو سايكلوهكسان ، هذا يتناقض مع الأحماض الدهنية الموجودة في أغشية الكائنات الحية الأخرى التي تمتلك سلاسل مستقيمة من دون فروع أو حلقات على الرغم من أن ال الايسوبيرندس (isoprenoids) تقوم بدور مهم في الكيمياء الأحيائية في كثير من الكائنات الحية الأخرى، فقط البدائيات تستخدمها لإنتاج الدهون الفوسفاتية، هذه السلاسل المتفرعة ربما تساعد الأغشية البكتيريا على منع تسرب في درجات الحرارة العالية  في بعض البدائيات، يتم استبدال طبقة ثنائية الدهون عن طريق أحادي الطبقة في الواقع، العتقية أو الدهون تلحم ذيول جزئين فسفورية مستقلة في جزيء واحد مع إثنين من الرؤوس القطبية (bolaamphiphile) هذا الانصهار قد يجعل الأغشية أكثر جموداً أو أكثر قدرة على مقاومة البيئات القاسية ، على سبيل المثال الدهون في الـ (Ferroplasma) تعتبر من هذا النوع، التي يعتقد أنها تساعد هذه الكائنات للبقاء أو النجاة في بيئتها الحمضية جداً 

### جدار الخلية والأسواط
أغلب الدهون (ولكن ليس الثيرموبلازم وفيروبلازم) تمتلك جدار خلية  في أغلب الدهون الجدار مجمع من بروتينات سطحية الطبقة، التي شكلها (S-layer) أو طبقة سطحية  الطبقة السطحية أو (S-layer) هي صفيف جامدة من جزئيات البروتين التي تغطي الجانب الخارجي من الخلية  والتي تشبه الدرع هذه الطبقة توفر كل من الحماية الكيميائية والفيزيائية، ويمكن أن تمنع الجزئيات من منع إتصال غشاء الخلية، على عكس البكتيريا والدهون التي تفتقر إلى بيبتيدوغلايكان في جداران خليتهم  ميثانوبكتيريا التي تمتلك جدار خلية يحتوي على pseudopeptidoglycan))الذي يشبه (eubacterial peptidoglycan) في التشكل، والوظيفة، وفي البنية الفزيائية، ولكن (pseudopeptidoglycan) يختلف من حيث التركيب الكيميائي يفتقر لأحماض الـ (D-amino acids and N-acetylmuramic acid).
الأسواط القديمة تعمل مثل سياط البكتيريا هي التي تحرك السيقان الطويلة من المحركات التدويرية والتي تعمل بواسطة القاعدة، تعمل هذه المحركات بالطاقة التي تدرج البروتونات عبر الغشاء، لكن سياط العتيقة مختلفة لا سيما في التكوين والتنمية، هذين النوعين من السياط تطورت من أسلاف مختلفة، السوط البكتيري يشارك سلف مشترك مع نظام إفراز نوع 3، في حين عتيقة السياط يبدو أنها قد تطورت من البكتيريا نوع 4 الشعرة  وعلى النقيض من السوط البكتيري وهو أجوف ويتم تجميعها من قبل مفارز تتحرك صعوداً المسام المركزي لغيض من السياط، وقد تم تجميع سياط العتيقة بإضافة وحدات فرعية في القاعدة.

## العمليات الأيضية
العتائق متنوعة للغاية تتراوح من أكسدة الأمونيا بواسطة Nitrosopumilates، أو أكسدة كبريتيد الهيدروجين أو الكبريت كما هو في Sulfolobus باستخدام الاكسجين أو ايونات المعادن كمستقبلات الإلكترون.
العتائق الضوئية المستخدمة للطاقة الكيميائية على شكل ATP كما هو في Halobacteria، بحيث تحتوي على مضخات تنشيط الضوء كما هو Bacteriorhodspin و Halorhodspin يتم توليد تدرج من الأيونات من خلال ضخ الأيونات خارج الخلية عبر غشاء البلازما. تختزن الطاقة في هذه التدرجات الكهروكيميائية ثم يتم تحويلها ATP عن طريق ATP Synthase هذه العملية شكل من أشكال phtophosphorylation. قدرة هذه المضخات الموجهه للضوء لنقل الأيونات عبر الأغشية يعتمد على التغييرات في بنية العامل المساعد الريتينول الموجود في وسط البروتينات.
أنواع التغذية في العمليات الأيضية للعتائق:
| أنواع التغذية  | مصدر الطاقة      | مصدر الكربون                        | مثال                                     |
| ضوئي التغذيةs  | ضوء الشمس        | المركبات العضوية                    | \| ملحاء عصوية \| \| \|                  |
| جمادي التغذيةs | مركبات غير عضوية | مركبات عضوية أو عملية تثبيت الكربون | Ferroglobus ,Methanobacteria orPyrolobus |
| كائن حي عضويs  | مركبات عضوية     | مركبات عضوية وعملية تثبيت الكربون   | Pyrococcus , Sulfolobus orميثانيات رزمية |
| ملحاء عصوية    |                  |                                     |                                          |
|                |                  |                                     |                                          |

## تكاثرها
تتكاثر العتائق لاجنسياً عن طريق الانشطار الثنائي أو الانشطار المتعدد أو التجزئة أو عن طريق التبرعم، أما الانقسام المنصف فلا يحدث، نتيجة لذلك إن وجد نوع من العتائق على أكثر من شكل فإن جميعها تمتلك نفس المادة الوراثية. يتحكم في انقسام الخلية في دورة الخلية: بعد أن يتم تضاعف الكروموسومات وفصل الكروموسومات الابنة تنقسم الخلية. كما أن دورة الخلية في جنس ال Sulfobus الدورة لديها خصائص مشابهة لكلا من البكتيريا وحقيقات النوى.
في العتائق البروتين المسؤول عن انقسام الخلية هو FtsZ، والذي يشكل حلقة انكماش حول الخلية، ومكونات الحاجز الذي يتم بناؤه في مركز الخلية مماثلة لنظيرتها البكتيرية.
كلا من البكتيريا والخليل حقيقة النوى تستطيع إنتاج أبواغ لكن العتائق لا تستطيع إنتاجها، بعض أنواع العتائق المحبة للملوحة تخضع لتحولات في المظهر، بما في ذلك زيادة سمك الجدار الخلوي لمقاومة التغييرات الإسموزية، وبالتالي يسمح لها بالعيش في التركيزات المنخفضة الملوحة، ولكنها تساعد فقط على العيش في مواطن جديدة.

## علم الوراثة (الجينات)
العتائق عادة لديها صيغة كرموسوم دائري أحادي  الذي يمكن أن يصل أكبر حجم له (5,751,492 زوج قاعدي) وذلك أثناء نشاط المايتوكندريا  وهو أكبر محتوى موروثي معروف من العتائق أصغر مجموع وراثي ل (nano archaeum equitnus) يتكون من (885,490) زوج قاعدي، وهو 10/1 من الحجم وأصغر محتوى موروثي معروف من العتائق وتقدر احتوائها على 537 جين
وهناك أجزاء مستقلة صغيرة من DNA تدعى البلازما وجدت أيضا في العتائق قد ينتقل البلازميد بين الخلايا بواسطة إتصال أحادي في عملية مشابهة للاقتران البكتيري  (Sulfolobus) تصاب مع DNA بفايروس (STSV 1)، العتائق يمكن أن تصاب بفيروسات الحمض النووي المزدوجة والتي ليس لها أي علاقة بأي شكل من أشكال الفيروسات ولها مجموعة متنوعة من الأشكال غير العادية بما فيها أشكال زجاجات ومقامع أو دموع ، وتم دراسة هذه الفيروسات بشكل مفصل في البكتيريا المحبة للماء خصوصاً أوامر (sulfolobus) ومتقلبة الحرارة.
ويوجد مجموعتان منفردتان من فيروسات الحمض النووي تصيب العتائق حديثاً تم استفرادهاإحدى هذه المجموعات تمثل بالفيروسات متعددة الأشكال المالحة الحمراء والذي يصيب العتائق المحبة للملوحة ، الجدير بالذكر أن الفيروس الأخير لديه أكبر موروث وراثي حتى الآن والدفاعات عند هذه الفيروسات قد تنطوي على تدخل الحمض النووي الرايبوزي من تسلسلات الحمض النووي المتكررة التي تربط الجينات بالفيروسات ، العتائق تتميز وراثياً عن البكتيريا وحقيقيات النوى ومع حوالي 5% من البروتينات المشفرة بواسطة المحتوى الموروثي للعتائق ما يجعلها فريدة في مجالها على الرغم من أن معظم هذه الجينات الفريدة ليس لها وظيفة معروفة  وبين ما تبقى من البروتينات الفريدة من نوعها والتي لديها وظيفة وتم تحديدها، معظمها ينتمي إلى العتائق العريضة وتشارك في إنتاج الميثان، البروتينات القديمة والبكتيريا، وحقيقيات النوى تتشارك في تشكيل نواة مشتركة في وظيفة الخلية وتتعلق معظم هذه الوظائف بالنسخ والترجمة والتمثيل الغذائي للنيوكليوتيدات 
ومن الميزات الأخرى التي تميز العتائق هي تنظيم الجينات التي تقوم بوظائف مترابطة (ذات صلة) مثل الإنزيمات التي تحفز الخطوات في المسار الأيضي في قواعد الصمامات الدقيقة وهناك اختلافات كبيرة في جينات الحمض النووي الفعال (tRNA) والأخير أمين للحمض النووي الرايبوزي الفعال الخاص بها ، النسخ في العتائق يشبه النسخ في حقيقيات النوى أكثر من النسخ في البكتيريا ومع بلمرة الحمض النووي الرايبوزي في العتائق تصبح قريبة جداً من نظيرها في حقيقيات النوى  بينما الترجمة في العتائق تظهر إشارات مشابهة في البكتيريا وحقيقيات النوى  على الرغم من أن العتائق لها نوع واحد من بوليمرات الحمض النووي الرايبوزي إلا أن تركيبها ووظائفها في النسخ تبدو قريبة ومشابهة لتلك في حقيقيات النوى ومع ذلك وظيفة النسخ في العتائق هي أقرب إلى تلك في البكتيريا ، ومعالجة الحمض النووي الرايبوزي هو أبسط كما هو عليه في حقيقيات النوى لأن معظم جينات العتائق تفتقر إلى الأنترونات على الرغم أن هناك العديد من الأنترونات في الحمض النووي الرايبوزي الفعال وقد تحدث الأنترونات في ترميز البروتينات في الجينات.
نقل الجينات والتبادل الوراثي المحبة للماء البركاني محلول ملحي حاد (archeon) وتشكل جسور السيتوبلازما بين الخلايا التي تستخدم لنقل الحمض النووي من خلية إلى أخرى  عندما تتعرض (hyper thermophilic archea salfolobus solfataricus)  والبكتيريا التي تنمو على درجات حموضة عالية  للحمض النووي التالف فإنها تسبب الأشعة فوق البنفسجية بليوميسين وميتوميسين C، ومجموعة أنواع محددة من الخلوية أنتجت وتجمعت في S. سولفاتاريكاس (Solfataricus) لا يمكن أن يكون أنتج بواسطة ضغوطات فيزيائية كدرجة الحموضة وتحول درجة الحرارة  مشيراً إلى أن التجميع أنتج بسبب تلف الحمض النووي، والتجميع الخلوي الناجم عن الأشعة فوق البنفسجية بواسطة تبادل الكروموسومات مع ارتفاع وتيرة في بكتيريا عالية الحموضة، تجاوزت معدلات إعادة تركيب تلك البيئات غير المسببة بنسبة تصل إلى ثلاث درجات. يفترض(Frols) و (Ajon) وآخرون أن التجمع الخلوي يعزز أنواع محددة من ناقلات الحمض النووي بين خلايا sulfolobus من أجل إصلاح تلف الحمض النووي عن طريق إعادة التركيب المثلي، قد يكون هذا الرد شكل بدائي من التفاعل الجنسي على غرار أنظمة التحول البكتيرية التي ترتبط أيضاً مع نقل أنواع محددة من الحمض النووي بين الخلايا مما يؤدي إلى إصلاح، وإعادة تركيب الحمض الننوي المثلي التالف.

## بيئيا

### مواطن تواجدها
تتواجد العتائق على نطاق واسع من المواطن، وكجزء رئيسي من النظم البيئية العالمية، قد تشكل العتائق 20% من الخلايا الميكروبية في المحيطات، إن العتائق المحبة للظروف القاسية تعد أول نوع تم اكتشافه من العتائق، وفي الواقع بعض أنواع العتائق تستطيع العيش في درجات حاراة مرتفعة غالبا فوق °100 سلسيوس غالبا توجد في السخانات، والمنافس الحرمائية، وآبار النفط، وتشمل المواطن الأخرى الشائعة المواطن الباردة الباردة جدا وشديدة الملوحة والحمضية والمياه القلوية، ومع ذلك يوجد أيضا العتائق المحبة للظروف المعتدلة حيث تنمو في المستنقعات والأهوار ومياه الصرف الصحي والمحيطات وقنوات الجهاز الهضمي والتربة.
أعضاء العتائق المحبة للظروف القاسية تنتمي لأربع مجموعات فسيولوجية رئيسية هي المحبة للملوحة، والمحبة للحرارة، والمحبة للحموض، والمحبة للقواعد. هذه ليست شاملة ولا تخص مجموعة معينة أو تخص شعبة معينة، ولا غير متقاطعة، لأن بعض أنواع العتائق تنتمي إلى أكثر من مجموعة، ومع ذلك فإنها نقطة انطلاق جيدة للتصنيف.
العتائق المحبة للملوحة والتي تضم جنس الملحاء، تعيش في البيئات المالحة للغاية مثل البحيرات المالحة، وتفوق عدد نظرئها من البكتيريا التي التي تعيش في الأوساط المعتدلة الملوحة بحوالي أكثر من 20-25 %. العتائق المحبة للحرارة تنمو أفضل ما يمكن على درجات الحرارة فوق 45° سلسيوس. في الأماكن مثل الينابيع الحارة، العتائق المحبة للحرارة العالية جدا تنمو بشكل مثالي على درجات الحرارة أعلى من 80° سلسيوس. أما سلالة 116 من العتائق Methanopyrus kandleri تستطيع أن تنمو على درجة حرارة 122°سلسيوس وهي أعلى درجة حرارة سجلت لأي كائن حي.
أنواع أخرى من العتائق تتواجد في الأوساط الحامضية جدا أو القلوية. على سبيل المثال واحدة من أكثر البكتيريا المحبة للحموضة العالية Picrophilus torridus والتي تنمو على pH صفر والذي يعادل 1.2 مولار من حمض الكبيرتيك.
هذه المقاومة العالية للبيئات القاسية جعلت العتائق محور التكهنات حول الخصائص الممكن للحياة خارج كوكب الأرض حيث أن بعض المواطن ذات الظروف القاسية لا تختلف عن تللك الموجودة على سطح المريخ  الأمر الذي أدى إلى اقتراح وجود ميكروبات حية يمكن نقلها بين الكواكب بواسطة النيازك.
في الآونة الأخيرة، أظهرت العديد من الدراسات أن العتائق موجودة ليس فقط في البيئات الحارة ومتوسطة الحرارة، ولكنها أيضا تتواجد بأعداد كبيرة في البيئات ذات الحرارة المنخفضة، على سبيل المثال العتائق شائعة في المحيطات الباردة مثل البحار القطبية. والأهم من ذلك أن هنالك أعداد كبيرة من العتائق موجودة في جميع محيطات العالم في المواطن غير القاسية بين العوالق (كجزء من picoplankton). وعلى الرغم من أن العتائق يمكن تتواجد بأعداد كبيرة (تصل إلى 40% من الكتلة الحيوية البيولوجية) تقربيا ولا واحدة من هذا الأنواع تم فصلها ودراستها وزراعتها في بيئة نقية  وكنتيجة لذلك فإن فهمنا لدور العتائق في البيئة البحرية أولي وغير متطور، وبالتالي بيقى تأثيرها الكامل على الدورات الكيميائية الجغرافية البيولوجية غير معروف إلى حد كبير. بعض العتائق المصدرية البحرية لديها القدرة على النترجة (النترنة) مما يشير إلى أن هذه الكائنات قد تؤثر على دورة النيتروجين في المحيطات، ويمكن استخدامها كمصدر للطاقة. لقد تم العثور على أعداد كبيرة جدا من العتائق في الراوسب التي تغطي قاع البحر. تشكل هذه الكائنات الغالبة العظمى من الخلايا الحية على الأعماق التي تتجاوز 1 متر تحت سطح البحر.

### دورها في الدورات الكيميائية
تلعب العتائق دوراً في إعادة تدوير العديد من العناصر مثل الكربون، والنيتروجين، والكبريت المتواجدة في بيئاتها المختلفة، على الرغم من أن هذه النشاطات حيوية لوظائف النظام البيئي الطبيعي، إلا أن العتائق يمكن أن تسهم تغييرات من صنع الأنسان وحتى ان تسبب التلوث.
تؤدي العتائق العديد من الوظائق في دورة النيتروجين، هذا يضم كلا من التفاعلات التي تعمل على إزالة النيتروجين من النظام البيئي (مثل التنفس القائمم على النترات ونزع النيتروجين)، وكذلك العمليات التي تدخل التيتروجين (مثل تمثيل النترات وتثبيت النيتروجين). كما واكتشف العلماء مؤخرا ارتباط البكتريا القديمة بتفاعل أكسدة الأمونيا. هذه التفاعلات مهمة تحديدا في المحيطات. وكما يظهر أن العتائق تلعب في أكسدة الأمونيا في التربة، هي تنتج النيتريت والذي تأكسده الميكروبات الأخرى إلى نيترات والكائنات الحية تستهلك النيترات.
في دورة الكبريت، العتائق تنمو عن طريق أكسدة مركبات الكبريت، وإطلاق هذا العنصر من الصخور الأمر الذي يجعله متاحا للكائنات الحية الأخرى، ومع ذلط فإن العتائق التي تقوم بهذا مثل Sulfolobus تنتج حامض الكبريتيك كناتج نهائي، وبالتالي نمو هذه البكتيريا في المناجم المهجورة، يمكن أن تسهم في تشكيل مياه الصرف الحمضية والأضرار البيئية الأخرى.
أما في دورة الكربون، العتائق المنتجة للميثان تعمل على إزالة الهيدروجين وتلعب دورا مهما في تحلل المواد العضوية بواسطة تجمعات الكائنات الحية الدقيقة التي تعمل بمثابة محللات في النظم البيئية اللاهوائية مثل الراوسب والمستنقعات وتعمل على معالجة مياه الصرف الصحي.
تعد Methanogens المصدر الرئيسي لغاز الميثان في الغلاف الجوي، وهي أيضا مسؤولة عن معظم انبعاثات غاز الميثان. كنتيجة لذلك هذه العتائق تساهم في انبعاثات الغازات المسببة للاحتباس الحراري.

### علاقتها مع الكائنات الحية الأخرى
التفاعلات الواضحة بين العتائق والكائنات الأخرى إما أن تكون تقايضية أو تعايشية. لا توجد أمثلة واضحة على العتائق المسببة للأمراض أو الطفيلية، 178 179 ومع ذلك اقترح أن بعض أنواع العتائق المنتجة للميثان يمكن أن تشارك في التهابات الفم، 181 180 Nanoarchaeum equitans قد تكون طفيلية على نوع آخر من العتائق، لأنها لا تسطتيع العيش أو أن تستنسخ نفسها إلا داخل خلايا Crenarchaeon إغنيكوكس، كما يبدو أنها لا تقدم أي فائدة للخلايا المضيفة

#### العلاقة التقايضية
أحد الأمثلة المفهومة جيدا على العلاقة التقايضية هو التفاعل بين الأوليات والعتائق المنتجة للميثان في الجهاز الهضمي للحيوانات التي تهضم السيليلوز مثل النمل الأبيض والحيوانت المتجرة. في هذه البيئات اللاهوائية الأوليات تهضم السيليلوز النباتي للحصول على الطاقة هذه العملية تنتج مستويات عالية من الهيدروجين، ولكن المستويات العالية من الهيدروجين تعمل على خفض إنتاج مستوى الطاقة، وتعود مستويات إنتاج الطاقة إلى الارتفاع عندما تحول العتائق المنتجة للميثان الهيدروجين إلى ميثان.

#### العلاقة التعايشية
العتائق يمكن أيضا أن نتشأ علاقة تعايشية، بالاستفادة من وجود هذه الرابطة دون إيذاء أو مساعدة الطرف الآخر. على سبيل المثال العتائق المنتجة للميثان Methanobrevibacter smithii إلى الآن تعد أكثر العتائق شيوعا في الميكروبات الموجودة في فم الإنسان، وأيضا تشكل عشر الميكروبات المتواجدة في القناة الهضمية. ال methanogens المتواجدة في الإنسان وفي النمل الأبيض تنشأ معها علاقة تعايشية، بتفاعلها مع غيرها من الميكروبات للمساعدة في عملية الهضم، وكما تتواجد العتائق على الشعاب المرجانية  والتربة المحيطة بجذور النباتات.

## الأهمية في التكنولوجيا والصناعة
للإنزيمات التي تتواجد في العتائق المحبة للظروف الصعبة (extremophile archaea) - تحديدا الحرارة العالية أو الدرجات العالية من الحموضة والقاعدية -فوائد جمة، حيث أنها تمنع تدمير الإنزيمات التي لها علاقة بتكوين ونسخ الحمض النووي الريبوزي DNA (الاسم العلمي: DNA polymerases) بفعل الحرارة العالية، مثل: Pfu
DNA Polymerase في العتائق بايروكوكس فيوريوسس (Pyrococcus furiosus)، وأصبح بالمكان استخدام تفاعل البلمرة المتسلسل PCR في عمل الأبحاث كطريقة سهلة وسريعة لاستنساخ الحمض النووي الريبوزي منقوص الأوكسجين مما أحدث ثورة في علم الأحياء الجزيئي.
تدخل العتائق التي تعيش على درجة حرارة 100° مئوية في عالم الصناعة، مثل: الأميلاز والغالاكتوسيداز وبيولولنايز في أنواع العتائق المنتمية لجنس البايروكوكس (Pyrococcus) التي لها دور في تصنيع الأغذية كإنتاج الحليب قليل اللاكتوز ومصل اللبن.
كما أن هذه العتائق المحبة للظروف القاسية (extremophile archaea) تدخل في مجال الكيمياء الصديقة للبيئة في عمل المركبات العضوية التي تستغل صفة كونها مستقرة في المذيبات العضوية وبالتالي سهولة استخدامها في البيولوجيا البنيوية وعمل الدراسات والأبحاث المختلفة.
بالرغم من تعدد الاستخدامات المستغلة للإنزيمات المتواجدة في العتائق إلا أن مجالات استغلال البكتيريا نفسها لم يطور بعد، يظهر فقط في مجالات محدودة منها استخدام العتائق التي تنتج الميثان من عملية التنفس اللاهوائي في معالجة الصرف الصحي، واستخدام البكتيريا المحبة للحموضة (acidophilic archaea) في استخراج المعادن من الخامات بما في ذلك الذهب والكوبالت والنحاس.
مجموعة جديدة من العتائق (archaeocins) تم اكتشافها مؤخرا لها فوائد محتملة كمضادات حيوية، وتنتمي هذه المجموعة إلى طائفة الهالواركيا (haloarchaea) التي تتحمل العيش في البيئات المالحة وإلى جنس السلفولوبس (Sulfolobus). تختلف الاركياسن في البنية، والتركيب عن المضادات الحيوية البكتيرية مما يجعل هناك احتمالية لقيامها بعمليات ايضية جديدة وإنتاج طرق جينية جديدة في التربية الانتقائية المستخدمة في علم الأحياء الجزيئية.